# アルファロメオ・ツインカムエンジン
アルファロメオ・ツインカムエンジンは、アルファロメオが1954年から1994年まで生産していた直列4気筒エンジンである。イタリア語でツインカムを意味するBialberoと呼ばれることが多い。また、エンジンを製造していた工場がイタリア北部ミラノ・ポルテッロにあり、アルファスッド用の水平対向エンジンが車名と同じ南部を意味するスッドであったため北を意味するノルドといった名称で区別している。

## 歴史
ツインカムエンジンの前身にあたるエンジンは、アルファロメオ1900に搭載されていた鋳鉄ブロックにアルミニウム合金製の90°の吸排気バルブを持つDOHCクロスフローのスクエア・ストローク以下の直列4気筒であった。このエンジンはオラツィオ・サッタ・プリガが開発の指揮を執った。  1952年、ディスコ・ヴォランテに搭載された2.0lDOHC直列4気筒は、アルミブロックにアルミスリーブと言う組み合わせではあったものの、ツインカムのプロトタイプというには程遠く、前述の1900に搭載されていたtipo 130X系のカスタムモデル留まりであった。ツインカムエンジンは、ジュゼッペ・ブッソによる新設計ではあるものの、アルファロメオ1900に搭載されていたtipo130x系と共通する部分もいくつかあった。
また、このエンジンの特徴は、1954年にジュリエッタに搭載されたことであろう
- アルミ合金製エンジンブロック と鋳鉄製の湿式ライナー
- 半球状の燃焼室を持つアルミ合金製シリンダーヘッド
- 鍛造・スチール製5ベアリング式クランクシャフト
- タイミングチェーン駆動のDOHC
- カムシャフトがリフターを介する直動式
- シリンダー当たり2つのバルブとほぼ中央に配された点火プラグ
- インテークバルブとエキゾーストバルブの角度が80°
- 大型かつフラットなフィンが付いたオイルパン

これらの特徴により、先進的な設計であったツインカムは改良を経て1950年代半ばから現在における市販車用エンジンのベースとなった。
1954年型ジュリエッタに搭載されていたのは1290cc(1.3L)だが、1960年、小型車であるティーポ103のプロトタイプと共に前述のエンジンよりも小排気なモデルが発表された。ボアxストロークは66mmx65.5mmの総排気量896cc(0.9L)で、当時の4気筒ツインカム史上最小である。 最高出力は53PS/5500rpm  横置きFFパッケージとするため、エンジンブロックとトランスアクスルを一体化していた。尚、このエンジンは3機のみの製造であった。
1962年6月27日に発売されたジュリアには当時としては大型となるツインカムが搭載された。 排気量が1567cc(1.6l)に拡大され、強度を高めるために違う鋳造方法で生産された。変更点としてはバルブステムの直径(1～9mm)の拡大、ボアセンターの間隔の見直し、タイミングチェーンの長さ、クランクシャフトなどである。
1968年には1750GTV/ベルリーナ用として1779cc(1.8l)へ拡大。コンロッドのビッグエンドベアリングのオフセットやエキゾーストバルブにナトリウム封入式バルブといった変更がなされた。 1971年には、排気量を1962ccに拡大した2.0lユニットが2000GTVとベルリーナに搭載された。 ツインカムとしての生産数最大を誇ったこのユニットは、リングギアの歯数が少なく、フライホイールを固定するボルトが8本から6本へと変更されている。
1972年、アルフェッタ用として改良した際に、105シリーズで採用していた従来のフィン付きのオイルパンから新たにオイルポンプへと変更した。 寒冷地に住むオーナーの報告によると、旧型はエンジンとオイルの温度が低いため、ヒーターが効きにくく、ラジエータ前方を塞がなければならないとのこと。アルフェッタも他の車両と同様にリアトランスアクスル搭載車であったため、エンジン側にパイロットベアリングを使うことはなかった。
また、市販車用エンジンで初めて可変バルブタイミングを採用したのもツインカムである。 1980年型スパイダーに搭載されたシステムは電気式の位相可変型で、カムシャフトを進角・遅角させてバルブタイミングを変えるものであった。

## 競技用モデルとスペック
アルファロメオのアウトデルタ・コンペティション部門は、GTAをはじめとした様々なレース仕様向けにツインカムをベースとしたユニットを採用した。排気量は、ボアxストローク84mmx57.9mmのオーバースクエアタイプの1283ccからボアxストローク86mmx88.5mmの2056ccまであった。燃焼効率上げるためにツインプラグを採用していた。
市販仕様では8バルブだが、2種類の16バルブが存在した。 アウトデルタエンジンの多くに採用されたほか、フランコ・アンジェリーニというチューナーが16バルブヘッドの開発をしていた。
一部のアウトデルタ製ヘッドは吸排気バルブの間隔が市販仕様の80°よりも狭くなっていた。 前述のヘッドはナローヘッドを意味する"Testa Stretta"と呼ばれている。
更に、一部のエンジンでは本来1つずつであるライナーが4つ全て横並びになった一体鋳造の"モノスリーブ"も存在した。
1959年型アサルド・1500AR-Sはツインカムをベースにした(アルファ製ではない)特注仕様であった。 1290ccの1.3lをベースにマーレ製カスタムピストンとウェットライナーを使用、最終的には1489ccの137PSとなった。

## 過給器付きモデル
1967年、ジュネーヴ・モータショーでアルファロメオ GTA SAが発表された。 オイルポンプ駆動のアウトデルタ製1567ccツインスーパーチャージャーツインカムエンジンは、 最高出力223PSとされていた。
1979年、アルファロメオGTAターボデルタが発表された。 KKK製ターボチャージャーとデロルト製DHLA40Hキャブレターを備えた2Lエンジンは、152PSを発生した。 F1に専念するためにアルファロメオがグループ4から離脱する1981年まで、提供され、 400台が製造された。
1984年、アルファはジュリエッタ・ターボデルタを発表した。 エンジンは、1962ccツインカムをベースにツインキャブレターとアルファ・アビオ製ターボチャージャーを備え、170PSを発生した。
1986年には、1779cc、167PSを発生するシングルプラグエンジンのターボチャージャー版が採用され、アルファロメオ75 1.8ターボ クアドリフォリオが誕生した。 グループAのレースでは、304PSを発揮した。

## ツインスパーク
アルファロメオのツインスパークテクノロジーは、シリンダヘッドに設けられた2つの点火プラグ に点火するデュアル点火(ツインプラグ)方式で、1914年のA.L.F.Aグランプリカーで初めて採用された。ジュリア・GTA等に搭載されたレース仕様のエンジンは、1気筒あたり2本の点火プラグを備えたシリンダヘッドを採用していた。 ツインスパーク仕様のツインカムは1750と2000のレース用としても開発されていた。
量産型ツインスパークは1987年にアルファ75 2.0ツインスパークに前述と同様のシリンダヘッドを搭載。点火の改善がなされ、吸排気バルブの角度を狭めるなど、燃焼室形状の改良が施された。 ベースはツインカムであるが、ツインスパークはほぼ専用設計といっていいほどであり、従来のツインカムとの互換性はない。 一例として、シリンダヘッドにつながるオイルラインの数は従来のツインカムが6系統に対して、ツインスパークは2系統、タイミングチェーンカバーが従来より狭められ、バルブ角が46°に抑えられていたりといった違いがある。 前述のアルファ75はVVTと電子制御式インジェクションを組み合わせ148PSを発揮した。
最後に搭載された例としては、155、164の1749cc(1.7l)、1773(1.8l)、1995cc(2.0l)の8Vツインスパークエンジンであった。 1995年以降は、155に別設計であるフィアットのプラトラ・セッラの16バルブをベースとしたツインスパークが搭載され、8バルブのツインスパークは164が1997年に生産終了するまで製造された。
1995年からフィアット製の新型ツインスパークに置き換わっていき、オリジナルのアルファロメオ・ツインカムベースのツインスパークは1997年に生産終了した。